# Parabathippus
Parabathippus là một chi nhện trong họ Salticidae.